# Stazione di Lurate Caccivio
La stazione di Lurate Caccivio era una stazione ferroviaria posta lungo la linea Como-Varese. Serviva il comune di Lurate Caccivio.

## Storia

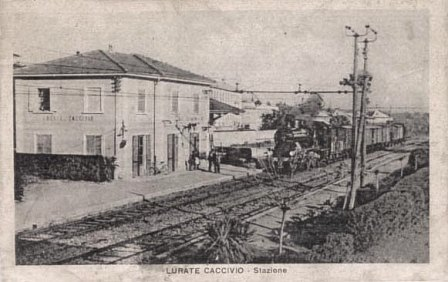
La stazione alla fine degli anni 50

La stazione entrò in servizio il 5 luglio 1885, contemporaneamente alla linea ferroviaria da Como a Varese esercita dalla Società per le Ferrovie del Ticino (SFT).
Nel 1888 l'esercizio della linea passò alle Ferrovie Nord Milano.
Il 14 dicembre 1948 venne attivato l'esercizio a trazione elettrica, a corrente continua alla tensione di 3 kV.
L'esercizio della linea venne soppresso il 31 luglio 1966, e gli impianti vennero smantellati dopo breve tempo.

## Strutture e impianti
Il piazzale binari era raccordato alle industrie Stucchi, che generavano un forte traffico merci.
Nelle immediate vicinanze della stazione la linea sovrappassava il torrente Lura e pochi metri da essa transitava la tranvia elettrica Como-Mozzate, attivata nel 1910 dalla STECAV e chiusa nel 1955, che incrociava la ferrovia per mezzo di un sovrappasso appositamente costruito.